# 1-й гвардійський корпус (Російська імперія)
1-й гвардійський корпус — з'єднання російської імператорської гвардії. До 12 грудня 1915 року — гвардійський корпус.

## Структура
Станом на 18 липня 1914 року:
- 1-ша гвардійська піхотна дивізія[ru]
  - 1-ша бригада
    - Преображенський лейб-гвардії полк[ru]
    - Семенівський лейб-гвардії полк[ru]

  - 2-га бригада
    - Ізмайловський лейб-гвардії полк
    - Єгерський лейб-гвардії полк[en]

  - л.-гв. 1-ша артилерійська бригада
- 2-га гвардійська піхотна дивізія[ru]
  - 1-ша бригада
    - Московський лейб-гвардії полк[ru]
    - Гренадерський лейб-гвардії полк[ru]

  - 2-га бригада
    - Павловський лейб-гвардії полк[ru]
    - Фінляндський лейб-гвардії полк[ru]

  - л.-гв. 2-га артилерійська бригада
- Гвардійська стрілецька бригада[ru]
  - л.-гв. 1-й стрілецький Його Величності полк[ru]
  - л.-гв. 2-й стрілецький Царськосельський полк[ru]
  - л.-гв. 3-й стрілецький Його Величності полк[ru]
  - л.-гв. 4-й стрілецький Імпертаторської фамілії полк[ru]
  - л.-гв. стрілецький артилерійський дивізіон
- 1-ша гвардійська кавалерійська дивізія[ru]
  - 1-ша бригада
    - Кавалергардський лейб-гвардії полк[ru]
    - Кінний лейб-гвардії полк

  - 2-га бригада
    - Кірасирський Його Величності лейб-гвардії полк
    - Кірасирський Її Величності лейб-гвардії полк[ru]

  - 3-тя бригада
    - Козацький лейб-гвардії полк
    - Отаманський лейб-гвардії полк[ru]
    - Зведено-Козацький лейб-гвардії полк[ru]

  - 1-ша батарея л-гв. Кінної Артилерії
  - 4-та батарея л-гв. Кінної Артилерії
  - 6-та (Донська) батарея л-гв. Кінної Артилерії
- 2-га гвардійська кавалерійська дивізія[ru]
  - 1-ша бригада
    - Кінно-гренадерський лейб-гвардії полк[ru]
    - Уланський Її Величності лейб-гвардії полк

  - 2-га бригада
    - Драгунський лейб-гвардії полк[ru]
    - Гусарський Його Величності лейб-гвардії полк[ru]

  - 2-га батарея л-гв. Кінної Артилерії
  - 5-та батарея л-гв. Кінної Артилерії
- л.-гв. мортирно-артилерійський дивізіон
- л.-гв. саперний батальйон[ru]
- Гвардійський корпусний авіаційний загін.
- Московський загін Гвардійського корпусу (березень-листопад 1826 року) Сформований в березні 1826 року для участі в коронації Миколи І. Складався з двох бригад піхоти, створених з батальйонів гвардійських полків, особливого кавалерійського загону, трьох батарейних рот і взводу жандармів. Командир загону Великий князь Михайло Павлович, начальник штабу загону генерал-майор А. К. Геруа. Розформований в листопаді 1826 року.
- 1-й військово-дорожній загін військ гвардії

## Підпорядкування
- 01.08.1914 — 15.11.1914 — 9А
- ??.11.1914 — ??,12.1914 — 12А
- 17.02.1915 — 08.06.1915 — 12А
- 21.07.1915 — ??.??.1915 — 3А
- 06.08.1915 — 02.10.1915 — 10А
- 28.12.1915 — 01.08.1916 — Особ.А
- 01.09.1916 — 15.09.1916 — 8А
- 01.10.1916 — 18.03.1917 — Особ.А
- 18.04.1917 — 23.07.1917 — 11А
- 15.11.1917 — ??.12.1917 — 7А